# 皮羅格

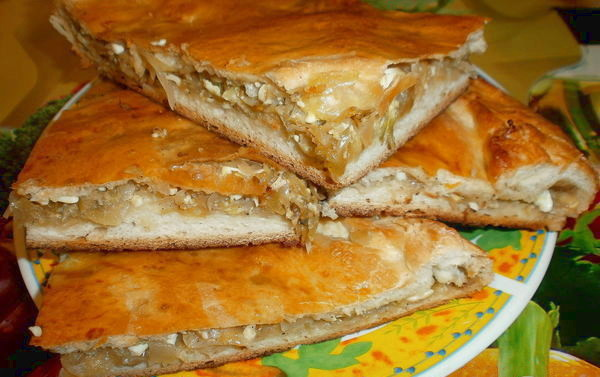
皮羅格

皮羅格（俄语：пиро́г）是一種主要流行在東斯拉夫地區的派。一般皮羅格的內餡是甜食和肉和蔬菜。皮羅格和皮羅什基有些類似，但前者是派後者是麵包。